# نايت أفضل من ذي قبل (فلم)
نايت أفضل من ذي قبل (بالإنجليزية: Better Nate Than Ever) هو فيلم كوميدي موسيقي أمريكي لعام 2022، من سيناريو وأخرج تيم فيدرل، عرض فيلم الأول في هوليوود في 15 مارس 2022، وتم إصداره في الولايات المتحدة في 1 أبريل.

## روابط خارجية
- مقالات تستعمل روابط فنية بلا صلة مع ويكي بيانات